# Querol
Querol település Spanyolországban, Tarragona tartományban. Querol Santa Maria de Miralles, La Llacuna, Pontons, Aiguamúrcia, El Pont d’Armentera és Pontils községekkel határos. Lakosainak száma 591 fő (2024).

## Népesség
A település népessége az elmúlt években az alábbi módon változott:
| Lakosok száma | 328  | 874  | 511  | 253  | 209  | 322  | 539  | 550  | 507  | 591  |
|               | 1717 | 1887 | 1936 | 1960 | 1986 | 2004 | 2009 | 2014 | 2019 | 2024 |